# Miscogasteriella sulcata
Miscogasteriella sulcata är en stekelart som först beskrevs av Kamijo 1962.  Miscogasteriella sulcata ingår i släktet Miscogasteriella och familjen puppglanssteklar. Inga underarter finns listade i Catalogue of Life.